# Битка код Лицена
Битка код Лицена (енгл. Battle of Lützen) битка је која се одиграла 16. новембра 1632. године и била једна од најодлучнијих битака Тридесетогодишњег рата. У бици се сукобила шведско-протестантска војска под вођством Густава Адолфа и војска Светог римског царства. Шведска војска је победила, али њихов вођа Адолф је погинуо.

## Опис битке
Предводник католичких и царских снага Албрехт Валенштајн одлучио је да подели своју војску и повуче свој главни штаб према Лајпцигу. Због изузетно јаке хладноће за тај део године није више очекивао никаквих померања протестантске армије, коју је предводио Густав Адолф. Због хладноће није се више могло логоравати на отвореном. Густав II Адолф је имао другачије планове. Војска Густава Адолфа кренула је ујутро 15. новембра према задњим познатим Валенштајновим позицијама с намером да их изненада нападну. Протестантска армија није успела до ноћи да изненади католичку војску. Када је ноћ пала још увек су две војске биле удаљене 2 до 3 километра.

### Почетни распоред
Албрехт Валенштајн је сазнао тек поподне да се Швеђани приближавају, па је уочивши опасност послао хитну депешу генералу Папенхајму да се врати са својом војском што пре. Папенхајм је наређење добио тек после поноћи и одмах је кренуо да се са већином своје војске придружи Валенштајну.
Током ноћи Валенштајн је схватио да је противничка страна бројчано надмоћнија, па је распоредио своју војску у обрамбену позицију дуж главног пута Лицен-Лајпциг. Уз цесту су ископани ровови. Десни бок је поставио на мали брежуљак на који је поставио главну артиљеријску батерију.

### Папенхајм спасава католичку војску од катастрофе
Јутарња измаглица одложила је покрет шведске војске, али око 9 сати ујутро две војске су биле суочене. Због мреже канала и вода протестантска војска је била спремна за напад тек око 11 сати. 
У почетку протестантска војска је успела опколити Валенштајново слабо лево крило. Изгледало је да долази до неминовне катастрофе, али тада је стигао Папенхајм са 2.000 до 3.000 коњаника, који су одбацили Швеђане натраг. Током битке Папенхајм је био смртно рањен топовском паљбом малог калибра. Током евакуације је преминуо. 

### Погибија Густава Адолфа
Густав Адолф је убијен, док је предводио коњички напад у веома густу смесу магле и дима. Због слабе видљивости није се једно време знало да је он убијен. Шведска пешадија је наставила да напада добро укопани центар католичке војске, али били су десетковани артиљеријском и пешадијском ватром па после тога коњичким нападом.
Паника се раширила протестантским редовима, чему су потпомогле и гласине о краљевој погибији. Шведска војска је била у паничном повлачењу. Захваљујући хладнокрвности трећекомандајућег Додоа Книпхаузена, шведска војска се поново скупила. Кад је сазнао за краљеву погибију Бернард од Сакс-Вајмара преузима команду над целом шведском војском. Дотад је био други по команди у шведској војсци. 

### Коначни напад
Коначни шведски напад одиграо се око 4 сата поподне. Била је то тешка борба са јако много жртава на обе стране. Коначно у предвечерје Швеђани су заробили главну католичку артиљеријску батерију. Католичка војска се повукла ван домета артиљерије, остављајући бојно поље Швеђанима. Папенхајмова пешадија од 3.000 до 4.000 војника стигла је око 6 сати навече. Иако је пала ноћ желели су да изведу контранапад на Швеђане. Валенштајн је са своје стране веровао да је ситуација безнадежна па је наредио да се његова војска повуче у Лајпциг под заштитонм придошле пешадије.
Стратешки говорећи битка код Лицена представља шведску победу. Валенштајн је био присиљен да се повуче из Саксоније, где је намеравао зимовати на саксонски рачун. Швеђани су у бици изгубили више војника од католичке војске. Нападајући добро укопану католичку војску Швеђани су изгубили око 5.000 војника, што укључује тешко рањене и дезертере. Католичка војска је изгубила око 3.000 до 3.500 војника.

## Резултат
Протестантска шведска војска је постигла главни циљ, да спаси Саксонију од католичке војске. Међутим у бици је погинуо краљ Густав Адолф. Без њега задатак уједињења немачких протестаната постао је много тежи. Католичке снаге су имале довољно времена дса се опораве од пораза и да поново успоставе равнотежу, тако да се Тридесетогодишњи рат одвијао све до 1648.

## Датум
У то време Свето римско царство је користило грегоријански календар, а протестантска Шведска јулијански календар. Битка код Лицена одиграла се 16. новембра за католике, а 6. новембра за Швеђане. У Шведској се смрт Густава Адолфа обележава 6. новембра, иако је данас у Шведској на снази грегоријански календар.